# Mark Halsey
Mark R. Halsey (født 8. juli 1961) er en engelsk fodbolddommer fra Bolton. Han dømte internationalt under det internationale fodboldforbund, FIFA, fra 2000 til 2006. Han stoppede som international dommer, da han faldt på aldersgrænsen på 45 år. Men han dømmer fortsat i Premier League. 